# مسند الظهور الأول
مسند الظهور الأول (بالإنجليزية: First appearance datum)‏ (FAD)، وهو مصطلح يستخدمه الجيولوجيون وعلماء الحفريات للإشارة إلى أول ظهور لنوع ما في السجل الجيولوجي. يتم "مسند الظهور الأول" من خلال تحديد أقدم حفرية جيولوجية لنوع معين تم اكتشافها وتأريخها. والمصطلح المرتبط بذلك هو "مسند الظهور الأخيرة" (بالإنجليزية: Last appearance datum)‏ (LAD)، وهو آخر ظهور لنوع ما في السجل الجيولوجي.